# Литвин, Генрик
Генрик Ян Литвин (пол. Henryk Jan Litwin; родился 13 марта 1959 года, Варшава, Польская Народная Республика) — польский историк и дипломат, посол Польши в Белоруссии (2006—2010) и на Украине (2011—2016). Государственный подсекретарь (заместитель министра) Министерства иностранных дел Польши, по вопросам восточной политики и консульским делам.

## Биография
В 1982 году закончил Исторический институт Варшавского университета, после чего продолжил учёбу в докторантуре Исторического института Польской Академии Наук. В 1988 году защитил докторскую диссертацию по теме Переселение польской шляхты на Украину в 1569—1648 годах. Остался адъюнктом в Институте истории ПАН до 1991 года.
В 1991 году получил предложение работать в Министерстве иностранных дел Польши. Стал руководителем Консульского агентства Польской Республики во Львове, а после того как оно сменило статус на генеральное консульство — Литвин стал первым в истории генеральным консулом Польши во Львове. В 1994—1995 работал в Польском историческом институте фонда Ланцкороньских в Риме.
В 1995 году вернулся на дипломатическую службу. Был заместителем директора департамента Восточной Европы в МИДе, отвечающим за отношения с Белоруссией, Украиной и Молдовой. С 1997 года полномочный советник-министр и руководитель консульского отдела в посольстве Польши в Риме. В 2002—2005 годах заместитель Посла и руководитель политического отдела посольства Польши в Москве. По возвращении в Польшу был начальником отдела Российской Федерации и заместителем директора Департамента восточной политики МИД.
В феврале 2006 года был назначен на пост посла Польши в Белоруссии, но в связи с напряжённостью в двухсторонних отношениях, верительные грамоты вручил только 11 декабря 2007 года.
7 мая 2010 года был назначен на пост государственного подсекретаря (заместителя министра) МВД по вопросам восточной политики и консульских дел.
6 мая 2011 года назначен послом Польши в Киеве. Верительные грамоты вручил 14 июня. Закончил свой срок 31 августа 2016 года.

## Личная жизнь
Женат. Двое сыновей. Владеет английским, итальянским, русским и украинским языками.